# Lista över återkommande rollfigurer i Simpsons
Det här är en lista över återkommande rollfigurer i Simpsons som saknar egen Wikipedia-artikel.
Agnes Skinner (Tress MacNeille) är mamma till rektor Seymour "Spanky" Skinner. Seymor bor kvar hemma hos sin mamma och lyder under det är hennes regler, bland annat att han måste rita av sin mammas silhuett varje fredagskväll och betala tillbaka för maten som hon lagade när han var liten. Agnes träffar hela tiden nya män men dejtar återkommande Gary Chalmers och har en gång dejtat Comic Book Guy. Hon har varit gift med tre bilbärgare. Agnes blev kär i Sheldon Skinner under tiden han var hemma från Koreakriget och blev havande med Seymour. Under sin graviditetsperiod deltog hon i stavhopp under Olympiska sommarspelen 1952. Hon medverkade sedan i Olympiska vinterspelen 2010 i curling. Agnes följer ofta med sin son, bland annat när han och  Edna skulle åka till Florida på en romantisk semester. Seymour verkar dock inte ha något emot det. Agnes och Seymours förhållande är delvis inspirerat av relationen mellan Norman Bates och hans mor i romanen och Hitchcock-filmen Psycho. Som exempel tittar Seymour ofta ut genom sitt kontorsfönster på deras hus uppe på en kulle en bit från skolan och ser hennes bevakande silhuett i ett fönster.  
I avsnittet "The Principal and the Pauper" kommer Agnes biologiska son, den "riktiga" Seymor Skinner till Springield och det framkommer att den man Agnes har uppfostrat som sin son, rektorn, föddes som Armin Tamzarian. Agnes blir olycklig över att relationen med biologiska sonen inte blir densamma som med Armin.  
Akira Kurosawa (George Takei och Hank Azaria) är en japan-amerikan och ägare av restaurangen "The Happy Sumo". Han är även tränare på Springfield Martial Arts Academy i Springfield Mall och har jobbat i möbelbutiken "The Seatery".
Ms. Albright (Tress MacNeille) är en lätt intolerant söndagsskolelärare i pastor Lovejoys församling.
Aristotle "Ari" Amadopolis (Jon Lovitz och Dan Castellaneta) är ägare till Shelbyvilles kärnkraftverk och konkurrent till Montgomery Burns. Till utseendet liknar han Aristoteles Onassis.
Atkins (Harry Shearer) har jobbat som State Controller och har som huvudsyssla att fördela skolmedel. Otto klädde ut sig till honom en gång för att få Lisa att hålla sitt tal för honom istället för den riktiga Atkins. Atkins var senare presentatör för musiktävlingen på State Fair. Efternamnet kommer från Simsons-producenternas assistent Jacqueline Atkins.
Mary Bailey (Maggie Roswell och Tress MacNeille) är guvernör i den delstat i vilken Springfield ligger.
Tina Ballerina är en rollfigur i Krusty the Klown Show sedan Krusty såg henne putsa cyklar på en av sina restauranger. I TV-showen jobbar hon som ballerina och är populär bland barnen eftersom hon sprattlar efter hjälp efter varje framträdande. Hennes favoriträtt är "Krusty Burger Beef-Flavored Chicken Sandwich" och hon hoppas att få en smörgås uppkallad efter sig. När hon inte är i sändning fördriver hon tiden med att samla pannkakor, flyga drake och brottas med Krustys schimpans Mr. Teeny.
Birchibald "Birch" T. Barlow (Harry Shearer) är radiopratare på KBBL och medlem i "Springfield Republican Party". Han fick Sideshow Bob frigiven ur fängelset för att han skulle kunna bli borgmästare i Springfield. Han är en parodi på konservativa radiopratare som Rush Limbaugh.
Benjamin, Doug och Gary (Harry Shearer, Hank Azaria respektive Dan Castellaneta) är tre nördar som bor tillsammans i rum 222 och studerar på Springfield University. De har varit privatlärare i fysik till Homer och även hjälpt honom bygga en leksaks-rymdraket. De är även intresserade av matematik och Monty Python. De blev tillfälligt avstängda då de kidnappade Sir Oinks-A-Lot och fick bo hos familjen Simpson efter att Snake stulit deras plånböcker. De har idag klarat av utbildningen och jobbar för Cyborgs och tillverkar ett program som laddar ner porr en miljon gånger snabbare än något annat program. Conan O'Brien skapade karaktärerna och baserade dem på collegekillarna som enligt honom var "ovanligt nördiga". Produktionspersonalen hade ont om tid och regissören Jim Reardon ritade Benjamin som en karikatyr av animatören Rich Moore som afroamerikan.
Bill och Marty (Dan Castellaneta respektive Harry Shearer) är DJ:s och programledare på Springfields lokala radiokanal KBBL.
Blue-Haired Lawyer (Dan Castellaneta) är Mr. Burns framgångsrika advokat vid företaget Luvum and Burnham. Han jobbar deltid för Springfield Department of Commerce, samt är medlem i Springfield Republican Party. Han representerar även Disney, Charlie Chaplin, Jimmy Durante och Chett Englebrick, och har varit målsägandes advokat åt Lurleen Lumpkin och Sideshow Bob. Han uppges i avsnittet Behind The Laughter utanför serien vara advokat till Marge Simpson. Karaktären, som designades av Mark Kirkland som mer skrämmande innan han blev uppmanad att göra den mer humoristisk, har ett utseende som baserats på Charles Lane medan rösten är avsedd att likna Roy Cohns.
Cowboy Bob (Albert Brooks och Dan Castellaneta) är husbilsförsäljare på "Bob's RV Round-Up", men äger inte butiken som bär hans namn. Han uppskattar inte då man försöker lämna tillbaka husbilarna.
Shary Bobbins (Maggie Roswell) är en sjungande barnflicka från Storbritannien som sögs in i en flygplansturbin och är idag en robot med inbyggda kameror som övervakar London. Jobbade för Lord och Lady Huffington av Sussex innan hon fick anställning av familjen Simpson och har varit förlovad med skolvaktmästare Willie. Hon är en parodi på Mary Poppins.
Booberella (Tress MacNeille) är programledare på Channel 6, där hon utklädd till vampyr presenterar TV-program. Booberella är dotter till Bill som är anställd på Springfields kärnkraftverks ekonomiavdelning. Hon är singel och har dejtat Duffman.
Wendell Borton (Jo Ann Harris, Pamela Hayden, Nancy Cartwright och Russi Taylor), som går i Bart Simpsons klass, har albinism och är ständigt sjuk. Han kräks alltid på skolutflykter och har oroliga ögon, och de flesta försöker undvika honom så mycket som möjligt. Den som tycks vara hans enda vän är smarta Martin Prince. Wendell har aldrig någon framträdande roll men syns i flera avsnitt. Man hör honom nästan aldrig prata; det enda ljud man hör från honom är när han hostar. Han har medverkat sedan första episoden och spelar flöjt.
Ms. Lucille "Botz" Botzcowski (Penny Marshall) är en inbrottstjuv som jobbar som barnvakt och rånar de familjer hon jobbar hos. Botz har gjort inbrott över hela USA och har medverkat i ett inslag på "America's most armed and dangerous". Barnen i familjen Simpson lyckades övermanna henne då de fått reda på att hon är en skurk, men Homer frigjorde henne i oförstånd. Hon lämnade familjen Simpsons hem med två fulla väskor med stöldgods. Hon har därefter suttit inspärrad på Calmwood Mental Hospital. Ms. Botz är 1,83 meter lång och väger 80,7 kg.
Clancy Bouvier (Harry Shearer) har varit gift med Jacqueline Bouvier och är far till Marge Simpson, Patty och Selma Bouvier. Han har enligt Lisa Simpson i tidningen "Simpsons Illustrated" avlidit efter en olycka i en berg- och dalbana. Efter att han varit anställd i USA:s flotta började han jobba som bebisfotograf men förlorade nästan jobbet då han svor så mycket, tills Jacqueline skaffade en svordomsburk och han fick lägga i 25 cent per svordom. Bouvier lurade sina barn att han jobbade som pilot, men arbetade egentligen som flygvärd innan det blev ett vanligt yrke för män. Han härstammar från Frankrike. Första gången han mötte Homer uppskattade han honom inte, men vågade inte öppet erkänna det.
Jacqueline "Jackie" Bouvier (Julie Kavner) är 83 år, mor till Marge Simpson och Patty och Selma Bouvier. Hon är änka efter Clancy Bouvier. Hon är även storrökare precis som Patty och Selma. I serien är hon pensionär och har inte någon stor roll. Hon medverkade första gången i avsnittet "Bart vs. Thanksgiving". Hon bor på ålderdomshemmet "Hal Roach Apartments". En gång hade hon Homers far Abraham som kavaljer på Senior Citizens Swing Dance i Springfield Community Center. Där träffade hon Mr. Burns, som hon senare förlovade sig med. Hon lämnade sedermera honom under bröllopsceremonin. När hon var yngre blev hon arresterad för sedlighetssårande blottande och var kompis med Zelda Fitzgerald, Frances Farmer och Sylvia Plath. Hon ärvde leguanen Jub-Jub av sin syster Gladys, vilken senare togs om hand av hennes dotter Selma.
Kommentar : Jacquline Bouvier var presidenthustrun Jacqueline Kennedy Onassis flicknamn
Ling Bouvier är ett spädbarn och är Selma Bouviers dotter, och adopterades från Kina efter att Selma kommit in i klimakteriet. Hon fick Ling i avsnittet "Goo Goo Gai Pan" där hon medverkade första gången, efter att Homer Simpson låtsades vara Selmas man, eftersom de kinesiska lagarna om adoption krävde att adoptivföräldern måste vara gift. Första avsnittet hon medverkade i var vid adoptionen, och en kort medverkan i "Kiss Kiss, Bang Bangalore", när tvillingarna öppnar dörren för att upptäcka "gisslan" MacGyvers (Richard Dean Anderson) försvinnande. Det har i ett avsnitt avslöjats att hon och Maggie kommer rätt bra överens, då de leker med klossar ihop.
Don Brodka (Lawrence Tierney) är butikskontrollant på Try-N-Save i Springfield och upptäckte Bart då han snattade datorspelet "Bonestorm" och portförbjöd honom från butiken. Han skrattade senare åt Nelson då denne blev hånad.
Jacques Brunswick (Albert Brooks) är en bowlinginstruktör som försökte inleda ett förhållande med Marge i avsnittet Life on the Fast Lane, och har sedermera setts i mindre roller i flera avsnitt. Hans lektioner kostar 25 dollar styck och han bor i Fiesta Terrace.
Bumblebee Man (Hank Azaria) är programledare i tv:s spansktalande program och alltid iklädd humledräkt. Hans civila namn är Pedro Chespirito, hans program bygger på slapstickhumor och han är medlem i det demokratiska partiet. Bumblebee Man har en gång ställt upp i borgmästarvalet men fick inte de 5 % av rösterna som behövdes.
Daphne Burns (Pamela Hayden) är Mr. Burns mamma och 122 år gammal. Idag har hon bara kapacitet till att ringa och skrika "Mamma!". Hon har legat i respirator som Mr. Burns stängde av för 50 år sedan.
Larry Burns (Rodney Dangerfield) är Mr. Burns son. Har bara setts ett fåtal gånger sedan "Burns, Baby Burns". Han mötte Mr. Burns på ett tåg. Han är överviktig, vänlig och kommer mycket bättre överens med Homer än med sin far.
Chazz Busby (Hank Azaria) driver balettskolan Chazz Busby's Ballet Academy.
Nash Castor (Hank Azaria) leder TV-programmet Head Butt with Nash Castor på kabel-TV. Han är ofta högljudd.
Capital City Goofball (Dan Castellaneta) är maskot för basebollaget i Capital City. Han är medlem i kongressen, vilket han betalade 80 miljoner för att medverka i. Han uppges vara gammal och önskade en gång en ersättare.
Caesar (Harry Shearer och Ugolín (Dan Castellaneta) är två släktingar som driver vingården Chateau Maison i Frankrike och tog emot Bart som utbytesstudent. De äger åsnan Maurice och stal Barts värdesaker när han anlände till dem. De greps av polisen då det kom fram att de blandat glykol i vinet. Bart lyckades tala om det på franska för en polis när han blivit ivägskickad för att köpa glykol.
Gary Chalmers (Hank Azaria) är Springfields skolinspektör som bland annat beslutar om när ämnen ska strykas från schemat. Skinner fjäskar alltid för honom. Varje gång Chalmers kommer och inspekterar skolan går alltid någonting fel, mest på grund av Bart Simpsons alla busstreck. Han har i flera episoder setts dejta Agnes Skinner. Han ägde tidigare en Honda, men numera en Toyota Camry. Han har även jobbat på företaget Snot Wheels.
Han växte upp i Utica, New York, men föddes i Queens, New York, studerade på Ball State University och flyttade sedan till Intercourse, Pennsylvania innan han bosatte sig i Springfield. I framtiden kommer han att sitta i rullstol och praktiskt taget inte vara mer levande än en grönsak.
Charlie (Dan Castellaneta) är en av Homers vänner, och anställd att övervaka säkerheten i kärnkraftverkets avdelning 7-G, där bl.a. Homer arbetar. Han ses till och från dricka öl på Moe's. Han ägde hunden Buddy som senare rymde. När Dan Castellaneta gör rösten försöker han härma Lenny Leonard.
Scott Christian (Dan Castellaneta) är nyhetsankare och under de första säsongerna Kent Brockmans kollega.
Cookie (Karl Wiedergott) anser sig vara den sista demokraten och hamnade på Ronald Regan Reeducation Center eftersom han hatar frihet. Där hamnade även familjen Simpson och han hjälpte dem att fly. Han har även jobbat som kock på Lazy I Ranch.
Arthur Crandall och Gabbo (Hank Azaria) är ett buktalarpar där Gabbo är dockan. De var värdar för TV-showen The Gabbo Show som sändes på KBBL klockan 16.00. Showen blev populär bland ungdomarna och fick deras största konkurrent The Krusty the Clown Show att bli nerlagd. Då det avslöjades i media att Gabbo har ett dåligt ordförråd utanför bild fortsatte han att vara populär. TV-showen sände programmet The Itchy & Scratchy Show men blev nerlagd efter att Krusty gjorde en comebackshow och blev populär igen. Både Arthur och Gabbo röker och man har försökt göra Gabbo till en riktig pojke. Efter att TV-showen blev nerlagd har de uppträtt på Native American Casino. Arthur äger en silvrig Bentley.
Mr. Krupt (Hank Azaria) är Springfield Elementary Schools idrottslärare sedan Brunella Pommelhorst genomförde ett könsbyte. Han är en sadistisk och orättvis lärare.
Joey Crusher (Hank Azaria) är hejduk som jobbar åt Mr. Burns. På fritiden brukar han spela poker med Homer Simpson och anser att han är en trevlig kille. Han jobbar tillsammans med Lowblow.
Eleanor Abernathy (Tress MacNeille) är känd som "the Crazy Cat Lady", en mentalt störd kvinna som brukar skrika och kasta katter omkring sig. Hon har en gång ställt upp i borgmästarvalet men fick inte de 5 % av rösterna som behövdes. Eleanor har tagit medicinexamen på Harvard och juristexamen på Yale University.
Michael D'Amico är Fat Tonys son och närmaste man.
Database (Nancy Cartwright) är en dataintresserad kille, vars riktiga namn inte nämnts, och en av Martin Princes närmaste vänner. Han är med i skolorkestern där han spelar flöjt. Database spelar också basfiol.
Declan Desmond (Eric Idle) är en excentrisk dokumentärfilmare som gjort filmer som "Ain't No Mountain: A Blind Man Climbs Everest", "American Boneheads", "Do What Want Lies With That", "Growing Up Springfield", "Lost Luggage, Shattered Lives", och "Up-skirt Dreams".
Dia-Betty är kusin till Cletus och är oerhört överviktig men tränar för att komma in i sin mammas kista.
Don Vittario DiMaggio är den högste av maffiabossar i Springfield. Han gillar Krusty, men försökte skjuta honom på grund av en skuld. (Avsnittet Homie the Clown.)
Harlan Dondelinger (Harry Shearer) är pensionerad rektor från Springfield High School men medverkar fortfarande på deras skolåterträffar. Efter att hans fru gick bort jobbar han extra på Adult Education Center. När han jobbade som rektor fuskade han i elevrådsvalet för att inte Homer skulle bli hånad av de andra eleverna, trots att han hatar honom.
Howard K. Duff VIII (Stacy Keach) är ägare till ölproducenten Duff.
Mr. Costington (Hank Azaria) är ägare till Costington's och skosniffare. Han är portförbjuden på tredje våningen på sitt eget varuhus. Han är medlem i det republikanska partiet.
Helen Feesh spelar orgel i Springfields församling. Hon har ingen betydande roll i serien och har bara setts i ett fåtal avsnitt. Hon har också spelat orgel i Springfields baseballarena.
Ethan Foley (Pamela Hayden) är elev på Enriched Learning Center for Gifted Children och pratar i palindrom. Han har även följt med Springfield Elementary på studiebesök på Springfields kärnkraftverk.
Tjallaren Frankie (Harry Shearer) är Johnny Tightlips motsats och skvallrar jämt om maffians planer. Efter att ha utsatts för en mängd mordförsök sågs han i ett avsnitt död på havsbotten iklädd cementskor.
"Lunchlady" Doris Freedman (Doris Grau, 1991-1997 och Tress MacNeille, 2006-), är 43 år och lagar all mat på Springfields grundskola, och hennes mat framställs ofta som allmänt usel. Hon medverkade första gången i "Lisa's Pony", har i vissa episoder även varit skolsköterska. Doris är också Springfields grundskolas sjuksköterska, eftersom hon får två löner. I episoden "Team Homer" antyds det att Jeremy Peterson är hennes son.
Gavin (Nancy Cartwright) är en bortskämd unge och har en syster som heter Caitlin. Han är enligt Bart den lyckligaste killen i världen. Han har flera pappor och Bart ville en gång bo hos dem.
Mrs. Glick (Cloris Leachman och Tress MacNeille) är en äldre kvinna som Bart ibland ses uträtta ärenden åt.
Grady (Scott Thompson) är en homosexuell man som varit ihop med Julio då de hade Homer som inneboende. Han är den andra mannen som gav Homer en kyss. Tillsammans med Homer bröt han upp förhållandet då han började dejta Duffman.
Dr Foster (Hank Azaria) är psykiatriker som kontaktades av Ned Flanders föräldrar eftersom Ned var ovanligt aggressiv. När Ned togs in på Calmwood Mental Hospital friskförklarades han av Dr. Foster, efter att han erkände att han hatar sina föräldrar och posten. Då Marge greps efter att ha attackerat Ottos gamla flickvän Betty, förklarade Dr. Foster henne sinnessjuk. Han namngavs efter boken "Doctor Foster went to Gloucester".
Gloria (Julia Louis-Dreyfus) är Snake Jailbirds flickvän. De var skilda under en period och då dejtade hon Mr. Burns istället, som hon senare förlovade sig med. Tillsammans med Snake letade de senare efter en lägenhet som skulle ligga i närheten av en bra skola. Det antyddes då att Gloria var gravid, då hennes mage var större. De har även stått i kön till en snabb borgerlig vigsel, men det är oklart om de blev gifta.
Constance Harm (Jane Kaczmarek) är vicedomare i Springfield och känd för att döma till mycket hårda straff. En gång dömde hon Marge och Homer för att ha vanvårdat Bart. Hon bodde i en husbåt som Marge och Homer sänkte. Constance har även klyvt Homers körkort med en giljotin. Hon är transsexuell och har eventuellt bytt kön, men har aldrig velat erkänna detta. Hennes namn är en ordlek, constant harm betyder konstant skada på engelska. Rollfiguren är en parodi på Judge Judy. Hon är gift med en man.
Herman (Harry Shearer) är ägare av en militär antikvitetsaffär, Herman's Military Antiques. Han förlorade sin högerarm när han höll den utanför fönstret under färd på en skolbuss.
Bernice Hibbert (Tress MacNeille) är Dr. Hibberts alkoholiserade hustru, med vilken han har åtminstone tre barn.
Doktor Julius M. Hibbert (spelad av Harry Shearer och Kevin Michael Richardson), är 45 år och är familjen Simpsons läkare. Han är medlem i Mensa och har ett IQ på 155. Han medverkade första gången i "Bart the Daredevil". Hibbert har fru och barn, samt kör Volvo 850. Han är dessutom troligen bror till Bleeding Gums Murphy men det bekräftas aldrig. Julius berättar (i avsnitt 6.22) att han har en, för länge sen, försvunnen bror som växte upp och blev jazzmusiker samtidigt som Bleeding Gums berättar att han egentligen inte haft någon familj utom en lillebror som alltid skrockade vid de mest olämpliga tillfällen och som blev läkare. Dr Hibbert skrockar ofta för att inte bli stressad. Julius och Bleeding Gums befinner sig då i samma sjuksal. Dr. Hibberts kännetecken är att han skrattar vid tillfällen man inte borde skratta. Han är medlem i Springfield Republican Party. Hibbert har en gång ställt upp i borgmästarvalet men fick inte de 5 % av rösterna som behövdes.
Hibert driver även kliniken Hibbert Medical Clinic och Hibbert Moneymaking Organization samt äger 12 % av restaurangen "The Slaughterhouse". Han betalade sin utbildning genom att strippa som Malcom Sex. Han äger en hund, Rosa Barks som har fått valpar med Santa's Little Helper. Han är en parodi på Dr. Cliff Huxtable från Bill Cosby.
Elizabeth Hoover (Maggie Roswell, 1991-1999, 2002- och Marcia Mitzman Gaven 1999-2002) är 36 år och lärare i andra klass på Springfields grundskola, i hennes klass går bland andra Lisa Simpson. Hon röker väldigt mycket, till och med i korridorerna på skolan där man inte får röka. Hon medverkade första gången i episoden "Brush with Greatness". Förnamnet är detsamma som en gammal lärare åt Matt Groening.
Howard (Susan Blu) är en ung pojke som lärde Homer hur man spelar Super Slugfest efter att han haft 2000 segrar i rad. Han är elev på Springfield Elementary.
Lewis Jackson (Jo Ann Harris, Nancy Cartwright, Pamela Hayden och Russi Taylor) är en av Barts klasskompisar, och en av dem som han, efter Milhouse, mest umgås med. Han är afroamerikansk och ses oftast i bakgrunden.
Jeremy Peterson Freeman (spelad av Dan Castellaneta) som baserar rösten på Richard Crenna i Our Miss Brooks. Jeremy har en mängd olika smeknam i serien, däribland "The Squeaky Voiced Teen", "The Acne Teen", "The Pimple-Faced Kid" och "Puberty Boy". Han är en tonårig, finnig och flottig kille med målbrottskraxig röst. Han har ses alltid arbeta inom något lågstatusjobb såsom bakom disken på Krusty Burger, som affärsbiträde eller som brevbärare. Andra jobb han har haft är budbärare som också är hans framtida jobb. När Matt Groenings andra tv-serie Futurama blev nedlagd försökte Jeremy begå självmord. Det har antytts att Jeremy är son till mattanten Doris på Springfields grundskola; när han jobbade i bowlinghallen och sade till Homer att han inte ens kunde boka tid åt sin mor går Doris förbi och utbrister "Jag har ingen son".
Corky James "Jimbo" Jones (Pamela Hayden) är en av Springfield Elementary Schools översittare och medverkade första gången i avsnittet "The Telltale Head". Hans pappa är Rocky Jones. Jimbo har långt hår och har alltid en lila mössa på sig från The Wolly Bully och brukar ses med Dolph Starbeam, Kearney och Nelson Muntz. Han är mobbargruppens ledare och har sommarjobbat på "Camp Krusty". Jimbos far är alkoholist, och Jimbos mor ser ut att komma från överklassen. Av de tre mobbarna verkar Jimbo ha mest moral, då Jimbo en gång stal Lisas dockor med motivet att han tycker att de är kvinnokränkande. Jimbo ger ofta Bart Simpson stryk. Jimbo är med i skolorkestern där han spelar tamburin. Jimbo har en gång ställt upp i borgmästarvalet men fick inte de 5 % av rösterna som behövdes. Jimbo har även jobbat på företaget The Sole Provider och butiken Snot Wheels.
Rachel Jordan (Shawn Colvin) är sångerska i det kristna musikbandet Kovenant och har varit på turné med Monsters and Christian Rock. Hon dejtade senare Ned Flanders och fick skaffa peruk då han gav henne en ny frisyr efter att hon lämnat bandet.
Julio (Hank Azaria) är en mörkhårig homosexuell man som har varit pojkvän med Grady men är idag gift med Thad. Han har en gång färgat håret blont då Homer bodde hos honom och Grady som inneboende. Julio är medlem i det demokratiska partiet. Han jobbar som fotograf på "Shout In The Face Photo Studios", och som frisör på "Hairy Shearers".
Edna Krabappel (Marcia Wallace) är Barts klassföreståndare och gift med Ned Flanders. Innan hon gifte sig med Ned dejtade hon en guide, kock, serietidningsförsäljare och inte minst rektorn Seymour Skinner på skolan där hon arbetar. Innan hon gifte sig med Ned bodde hon på "82 Evergreen Terrace"  och blev en gång avskedad efter att Bart hällt sprit i hennes kaffe men hon fick senare tillbaka jobbet. När hon var arbetslös öppnade hon muffincafét Edna's Edibles. Edna är 37 år och medverkade första gången i "Bart the Genius". När hon var ny i stan, var hon ihop med Moe Szyslak men lämnade honom för att bli lärare. Efter att ha lämnat Skinner gick hon tillbaka till Moe. Hon är även känd för sitt skratt: Ha! Hon är alkoholist och röker väldigt mycket, till och med i korridorerna på skolan där man inte får röka. Hon har också dejtat Ned Flanders. Hon förlovade sig med Seymour Skinner efter att hon blivit nominerad av Bart till årets lärare. Hon lämnade honom på bröllopsdagen, men bröt förlovningen först senare. Idag är hon gift med Ned Flanders och bor tillsammans med honom.
När man valde efternamnet försökte man göra så att det beskrev hennes karaktär.
Efter att skådespelaren Marcia Wallace (rösten till Edna Krabappel) avlidit har producenten Al Jean meddelat att hennes roll ska pensioneras.
Hyman Krustofski (Jackie Mason och Dan Castellaneta) är den mest respekterade mannen i Springfields judiska område eftersom han är deras rabbin. Hans far och farfar var rabbin och han hoppades att hans son Krusty skulle gå samma väg. Då han insåg att Krusty ville bli clown hade de ingen kontakt på 25 år innan Bart och Lisa övertalade honom att underhållare också kan ha judiska tankar, och tog upp Sammy Davis, Jr. som ett exempel. Han medverkar i radioprogrammet "Gabbin' About God" på KBBL.
Cookie Kwan (Tress MacNeille) är en framgångsrik och karriärinriktad fastighetsmäklare, och en av Marges ungdomsvänner. Har också pekats ut som en av borgmästare Quimbys älskarinnor och hävdar att han är far till hennes son. Jobbar på Red Blazer.
Dewey Largo (Harry Shearer) var Lisa strikta musiklärare som inte gillar hennes kreativitet. Han besökte en gång Dr. Nick för att likna Julie Newmar men journalen blandades ihop och han blev kortare istället. Han har idag slutat jobba och bor med sin pojkvän som också heter Dewey.
Jack Larson (Harry Shearer) är en skrupelfri talesman för tobaksbolaget Laramie Cigarettes.
Professor Lombardo (Jon Lovitz) är bildlärare på Springfield Community College. Marge hade honom en gång som bildlärare och han gillade hennes konst, förutom hennes porträtt av Mr. Burns.
Helen Lovejoy (Maggie Roswell och Marcia Mitzman Gaven) är Pastor Lovejoys hustru och född Harold Schwatzbaum. Hon är medlem i det republikanska partiet.
Jessica Lovejoy (Meryl Streep) är dotter till Helen och Timothy Lovejoy och är en busunge, något som inte hennes far vill acceptera. Jessica blev utkastad från internatskolan och fick börja på Springfield Elementary. Jessica var under en kort period ihop med Bart något som inte hon vågade erkänna och lämnade honom för en annan kille. Hon stal en gång kollekten från kyrkan och fick Bart att bli misstänkt för stölden. Jessica har 108 i IQ och läser på femmans nivå med högsta betyg i allt. Bart tycker att hennes hår luktar som röda Froot Loops. Tillsammans med sin far deltog hon i Robot Rumble.
Jasper Beardley (spelad av Harry Shearer) är en rollfigur i den animerade tv-serien Simpsons. Jasper är Abraham Simpsons närmaste vän på ålderdomshemmet Springfield Retirement Castle, en gruffig gubbe med långt vitt skägg, som han fastnade med i en pennvässare när han vikarierade som lärare. Liksom Abe är han senildement, har synproblem och har dessutom träben på vänster fot. Jasper är krigsveteran från andra världskriget, men var motvillig till att rycka in; för att fly undan mönstringen klädde han ut sig i kvinnokläder - något som inte lyckades. 
Pastor Timothy "Tim" Lovejoy (Harry Shearer), 41 år, är den lokale protestantiske kyrkoherden med passion för modelljärnvägar och aversion mot unitarism. Medverkade första gången i "The Telltale Head". Han äger en hund och är författare till boken "Someone's in the Kitchen with Jesus". Han kom till Springfield nyutbildad och full av entusiasm på 1970-talet, men tappade med tiden glöden, vilket inte minst berodde på Ned Flanders överdrivna religiösa nit och ständiga religiösa dubier.
Han tenderar att föredra socialt utlevd religiositet framför Bibel-sprängd sådan, framför allt under seriens tidiga säsonger, och - kanske som en följd av detta - är han inte alltid helt på det klara med religiösa fakta, bland annat har han vigt ett hinduiskt par i tron att hinduismen är en del av kristendomen. 
Under seriens gång har han dock blivit allt mer strikt i sina religiösa uppfattningar, hans predikningar är ofta svavelosande varningar för helvetet, och när Lisa konverterar till buddhismen kallar pastor Lovejoy henne för "Marge Simpson's devil-daughter" (Marge Simpsons djävulsdotter). Han medverkar i radioprogrammet "Gabbin' About God" på KBBL.
Lugash (Dan Castellaneta) är en gymägare med rumänskt ursprung och en parodi på Bela Karolyi. Har bott i Östtyskland och äger träningshallen "Lugash's Gym" där han lovar att göra alla till stjärnor eftersom han är Lugash. Han kom till USA efter att han klättrat över Berlinmuren 1983. Han håller gymnastikutbildning på "Springfield YMCA".
Lurleen Lumpkin (Beverly D'Angelo och Doris Grau) är dotter till Royce Lumpkin, och jobbade på baren The Beer 'N' Brawl som servitör och amatörsångare. Hon har aldrig gått i skolan och bodde i husvagn innan hon träffade Homer. Hon uppmärksammas av Homer Simpson, som blev berörd av hennes sångröst och lät henne spela in en CD i ett mediabås. Under inspelningen av CD:n uppmärksammades hennes röst av brodern till ägaren av radiostationen Kudd, därmed tog hennes sångkarriär fart och Homer blev hennes manager under namnet Colonel Homer. Lurleen Lumpkin blev sen förälskad i Homer, och för att inte förlora sin familj sålde han hennes kontrakt för 50 dollar.
Hon gick sen in i väggen och hamnade på Betty Ford Clinic, och började därefter en karriär som amatörbowlare i laget The Homewreckers. Efter att hennes musikkarriär gick i stöpet hade hon en skatteskuld på tolv miljoner dollar då hon spenderat alla sin pengar på sina tre pojkvänner. Hon sökte upp Homer som tillsammans med Marge Simpson listade ut att hennes far gjort henne olycklig då han lämnade henne vid fyra års ålder. Lurleen började därefter jobba på Moe's Tavern. Marge återförenade då Royce med Lurleen och Lurleen blev lycklig igen. Hon blev senare förbannad på Royce som lämnade henne igen, för The Dixie Chicks. Hon dejtar idag sin fjärde pojkvän och är förband till The Dixie Chicks.
Hon skapades av John Rice men Mark Kirkland ansåg att första designen var för "intetsägande" och "vanlig" så de gjorde så att hon liknar men extra söt. Efternamnet Lumpkin kom från karaktären Tony Lumpkin i pjäsen She Stoops to Conquer,
Groundskeeper Willie (Dan Castellaneta), på svenska Vaktmästare Willie, egentligen William "Willie" MacMDougald är 53 år och jobbar som vaktmästare på Springfields grundskola, där bland andra Bart och Lisa Simpson går. Medverkade första gången i "Principal Charming". Jobbade först som simlärare i skolan och blev "befordrad" till vaktmästare av rektor Skinner efter att skolans simbassängs revs. Förutom vaktmästare har han också varit lärare åt Bart. Han har också under tre jobb varit rektor på skolan med jobbade samtidigt kvar som vaktmästare. Han pratar engelska med en tydlig skotsk accent och känns igen dels på det och dels på sitt röda hår och skägg. Hans ursprung är förstås, med tanke på accenten, från Skottland och det är han stolt över. Han har varit illegal invandrare och blev en gång utvisad då man utvisade alla illegala invandrare i Springfield. Hans hobby är att smygfilma par i bilar. På helgen och sommaren jobbar han "Springfield Flen Country Club". Hans fritidsintresse är biodling. Han har uppgivit att han har kontaktlinser. Lisa fick en gång honom att bli en gentleman under namnet G. K. Willington och han började då jobba på "The Gilded Truffle" som kypare, men vantrivdes och återgick till sitt gamla jag.
Hans kusin, Dödgrävaren Billy, har en otäck "vana" att begrava folk levande och försökte det också på Willie. I ett halloween-avsnitt dör Willie i en brand på skolan och då svär han på att hämnas på eleverna genom att döda dem när de sover. I det tidigare blir han huggen i ryggen av en yxa varje segment. Först av Homer, sedan av Maggie, och sist av rektor Skinner.
Groundskeeper Willie föddes i Kirkwall i Orkney och har bott i Glasgow.
En gång följde han med Mr Burns och professor Frink till sitt hemland för att fånga monstret i Loch Ness och träffade där sina föräldrar. Willie har påpekat några gånger att hans far är död som när han sade att hans far hängdes för att ha stulit en gris, och han begravdes i kärr. Nuvarande pojkvän åt Inga som är bikinimodell från Sverige, har tidigare varit ihop med Sherry Bobbins. I framtiden kommer han jobba på Nelson's Crab Shack. När Dan gjorde rösten första gången provade han med både svensk och spansk brytning innan han valde den skotska.
Otto Mann (Harry Shearer) är 26 år och skolbusschaufför i Springfield, medverkade första gången i "Homer's Odyssey". Han är alla barns favorit, ungkarl med långt hår, gillar hårdrock (han hatar all annan musik) och är ofta påverkad av marijuana. Otto var nära att gifta sig i ett avsnitt, men när han var tvungen att välja mellan sin flickvän och hårdrocken, så valde han hårdrocken. Otto är mycket snäll mot barnen och har gått om fjärde klass två gånger. Han har varit elev på Springfield Elementary där han var elevrådsordförande.
Hans skicklighet som chaufför är tveksam, han saknade under lång tid körkort och vid ett tillfälle berättar han för rektor Skinner att han har kraschat bussen femton gånger utan några personskador. Har umgåtts med Luann Van Houten. Inte mycket är känt om Ottos familjeliv, han har dock nämnt att hans far är amiral, men att de två inte har mycket kontakt. Hans föräldrar kom på hans bröllop, men bara för att uttrycka sitt ogillande för hans livsstil och sedan sticka. Han gillar Metallica och Led Zeppelin vilket framgår för Metallica i ett antal avsnitt och för Led Zeppelins del i avsnittet Das Bus, då han kraschar bussen och barnen hamnar på en öde ö. I framtiden kommer han att äga taxibolaget "Otto Cab Co.".
Jack Marley (Dan Castellaneta) är en före detta anställd som tvingades pensionera sig mot sin vilja.
Melissa är en av Barts klasskompisar. Medverkar i många avsnitt, men har bara talat i ett: Milhouse Doesn't Live Here Anymore.
Ms. Mellon (Marcia Wallace) är lärare på Enriched Learning Center for Gifted. Har därefter visat sig på andra platser i serien.
Roger Meyers, Jr. (Alex Rocco och Hank Azaria) är nuvarande VD:n för Itchy and Scratchy International. En slipad affärsman, endast intresserad av att maximera företagsvinsten.
Roger Meyers, Sr. är far till Roger Meyers, Jr. och mannen bakom Itchy & Scratchy - dock har det kommit fram att han på 1920-talet i själva verket stal dem från deras verklige skapare, Chester J.Lampwick. Meyers Sr. hade nazist-sympatier.
Audrey McConnell (Tress MacNeille) är lärare på Springfield Elementary. Jobbade tidigare som lärare för skolans tredje klass, men jobbar nu i den andra fjärdeklassen.
Mr. Mitchell (Hank Azaria) är en blind man som bor på 57. Mt Aubum Street. Han äger en död papegoja som heter Polly, men eftersom han är blind tror han att papegojan bara blivit tystlåten och fortsatt mata den. Han tog hand om Santa's Little Helper efter att han blivit donerad till kyrkan och döpte honom till Sprinikles. Då han fick reda på att hunden egentligen är Barts lät han Santa's Little Helper välja mellan dem båda och hunden valde Bart. Han röker marijuana, vilket upptäcktes av polishunden Laddie. För polisen har han hävdat att han röker för medicinska problem och medverkade senare i en konserten för att behålla medicinsk marijuana tillåtet i Springfield.
Mr. Muntz (Phil Hartman och Harry Shearer) är far till Nelson Muntz och har varit tränare för hans fotbollslag och honom då en gratis vecka på "Pele's Soccer and Acting Camp". En gång gick han till Kwik-E-Mart för att köpa cigaretter åt Nelson och passade på att unna sig själv en chokladbit med jordnötter. Eftersom han är allergisk mot jordnötter fick han utslag och hamnade på en freak show på en kringresande cirkus. Han var på cirkusen i flera år tills han hittades av Bart Simpson och återvände till familjen. Han har även lämnat sin fru en gång då hon missbrukade halstabletter. Han råkar ut för bilolyckor med flit.
Mrs. Muntz (Tress MacNeille) är mor till Nelson Muntz och gift med Mr. Muntz. Hon jobbade på Hooters men fick sparken efter en period. När hennes make Mr. Muntz försvann förlorade hon sin guldtand, och dejtade Moe Szyslak. Efter att hon fått sparken åkte hon till Hollywood för att söka ett skådespelarjobb och lämnade då kvar sin son. Hon fick där ett skådespelarjobb av den tredje regissören som hon låg med. Numera jobbar hon åter på Hooters.
Captain Lance Murdock (Dan Castellaneta) - En stuntman som alltid misslyckas som våghals.
"Bleeding Gums" Murphy (Ron Taylor och Daryl L. Coley (avsnitt 2.05) medverkar bara i några få avsnitt av serien, men syns ofta i introt till Simpsons. Medverkade första gången i "Moaning Lisa".
Bleeding Gums är jazzmusiker, och troligen bror till dr. Julius Hibbert. Han är Lisa Simpsons mentor och idol fram till sin tidiga bortgång.
Murphy lärde sig att spela av "Blind Willie" Witherspoon. När Willie ville ge sin saxofon till Bleeding Gums berättade man för honom om att det var ett paraply som han spelat på i ungefär 40 års tid. Blind Willie frågade därför Murphy varför ingen hade sagt något om misstaget och fick svaret:"We all thought it was funny" (översättning: Vi alla tyckte det var så roligt).
Bleeding Gums har gett ut en enda skiva, Sax on the beach, som blev en storsäljare, men hans kärlek för Fabergéägg ruinerade honom. Han har dessutom gästspelat i ett avsnitt av Familjen Cosby (originaltitel: The Cosby Show) 1986, och har haft ett framträdande i Steve Allen's Tonight Show.
I avsnittet Round Springfield (6.22) har Bart fått en metallbit från sina Krusty-O i magen och får fara till sjukhuset. Lisa vandrar omkring i korridorerna och träffar på Bleeding Gums i en sal. Han ger sin saxofon till Lisa, men avlider senare, varför får man inte veta. Ingen annan än Lisa var med på begravningen.
I detta avsnitt ges även en ledtråd om eventuellt släktskap med Hibbert. På sjukhuset säger Murphy: "I don't really have a family, all I had was a little brother who grew up to become a doctor. He used to laugh at the most inappropriate times." Översättning:"Jag har egentligen inte någon familj, jag hade bara en lillebror som växte upp och blev läkare. Han skrattade vid de mest olämpliga tillfällen." I samma sjuksal befinner sig Julius som skrockar till och berättar om att han har en, för länge sen, försvunnen bror som växte upp och blev jazzmusiker.
Ron Taylor gör rösten till Bleeding Gums och Dan Higgins spelar saxofon. I ett avsnitt, Dancing Homer (2.18), gör Daryl L. Coley rösten när Bleeding Gums sjunger en bluesversion av USA:s nationalsång i 26 minuter (klockan i bakgrunden visar 19:30 när han börjar och 19:56 när han är klar). Förlagan till Murphy är Blind Lemon Jefferson vilket Matt Groening har bekräftat i en intervju.
Avsnittet Sweets and sour Marge (13.8) tillägnas Ron Taylor.
Nana Sophie Mussolini (Maggie Roswell) är mor till Luann Van Houten. Tillsammans med en amerikansk soldat har hon en son som är halvbror till Luann. Hon bor i sommaren i Toscana och hatar det engelska språket. På vintern bor hon i en lägenhet i närheten av Springfield.
Lindsey Naegle (Tress MacNeille) - Startade sin karriär på Channel 6 och medlem i Mensa. Författarna baserade Lindsey på tv-bolagets kvinnliga producenter som arbetat med serien. Efternamnet kommer från Sue Naegle, som är VD för HBO och gift med Simpsons-författaren Dana Gould. Författaren Matt Selman valde förnamnet och anser att det låter som namnet på en irriterande pratsam kvinna. Efter karriären på Channel 6 började hon jobba på OmniTouch Rep, därefter VD på "Advanced Capital Ventures" som arbetar med samverkan och gör böcker om hur man fuskar i bridge, samt Let's Get Fiscal. Har även under en kort period återvänt som producent för TV-programmet "Afternoon Yak". Hon har även jobbat på Costington's. Har varit grundare för antibarngruppen "SSCCATAGAPP" och jobbat för "Kids First Industries" samt "Springfield Orphanage". När hon var exekutiv producent för "Krusty the ClownShow" exploderade hennes kropp och hon blev en vattenlevande människa.
Har varit ordförande på AA-möten, och är alkoholist. Är medlem i "Springfield Book Club". Hon har genomgått en misslyckad skönhetsoperation som gjorde att hon inte kan gråta. Har dejtat Ned Flanders men lämnade dejten då hon fick reda på att hon blivit åtalad, har även dejtat Roy Snyder och Moe Szyslak. Marge har Lindsey på första plats på listan över de som Homer får gifta sig med om hon dör. Hon har förklarat sin ständiga karriärbyte med att hon använder sex för att få jobb. Hon har varit representant för både republikanska partiet och demokratiska partiet.
Anoop, Uma, Nabendu, Poonam, Priya, Sandeep, Sashi och Gheet Nahasapeemapetilon - Apus och Manjulas åttlingar. Barnens första ord var "Mommy, will, you, let, daddy, come, back, cookie (Mamma, vill, du, låta, pappa, komma, tillbaka, kaka)" Manjulas favorit är Gheet. De bodde tillsammans med sina föräldrar under en period på Springfield City Zoo där medverkade i en show, fyra av barnen fick då namnen Animal, Baron, Dazzle och Punchline.
Jamshed Nahasapeemapetilon - Sanjays son.
Manjula Nahasapeemapetilon (spelad av Tress MacNeille och Jan Hooks) är Apus hustru. Det var planerat att hon och Apu skulle bli gifta av deras föräldrar i Indien, och ingen av de ville det först. Men väl på bröllopet märkte de att de hade mycket gemensamt och är gifta sen dess. När man skapade rollfiguren döpte man Manjula efter vännen Manjula Jaygosathe.
Sanjay Nahasapeemapetilon (Harry Shearer) är anställd på Kwik-E-Mart av sin bror Apu, medverkade första gången i "Homer vs. Lisa and the 8th Commandment". Han har en dotter och en son. I ett avsnitt tävlar hennes dotter om titeln "Little Miss Springfield". Han är ungkarl och syns oftast som vikarie för Apu.
Pahusacheta Nahasapeemapetilon (Russi Taylor) - Sanjays dotter som tävlade mot Lisa om att bli Little Miss Springfield i avsnittet Lisa the Beauty Queen.
Alaska Nebraska (Ellen Page) - är 16 år, och sångare till låtarna "Touch a Star" och "Make it Yours". Skaffade sig en ny näsa då hon inte passade in någonstans och blev berömd och har en egen TV-show. Brukar meditera, röka och använda playback. Återfanns på en poster på Springfield Elementary där hon uppmanar eleverna att inte röra varandra.
Old Jewish Man (Dan Castellaneta) - bekant till farfar Simpson och Jasper, och bor liksom de på ålderdomshemmet Springfield Retirement Castle. Han är krigsveteran från andra världskriget och hans namn har inte nämnts i serien. När han arbetade jobbade han som producent för det företaget som gjorde filmen Casablanca. En avlägsen släkting till honom (Schlomo) har jobbat på kibbutz i Haifa för länge sen.
Jack Marley (Dan Castellaneta) jobbade på Springfields kärnkraftverk men tvingades gå i pension mot sin vilja. Han är ogift och hans hund är död. Efter att han gått i pension ansökte han om att tjänsten igen men blev inte anställd. Han har därefter haft andra småjobb.
Opal (Tress MacNeille) är talkshowvärd för TV-programmet The Opal Show och är flickvän till Straightman, som gillar att fira separata semester.
Louis Pennycandy (Pamela Hayden) är Krustys assistent och älskar Krusty. Hon är utbildad i konsthistoria och matematik. När Bart sa upp sitt medlemskap i Krustyklubben hotade hon att sluta om han inte gick på middag med honom som han hade lovat. Hennes uppgifter är att svara i telefon, be om ursäkt för Krusty, hålla baren välfylld och påminna Krusty om hur briljant han är.
Handsome Pete har ett utseende som liknar Krustys, men han är mindre och spelar dragspel för pengar.
Arnie Pie (Dan Castellaneta) - Journalist som övervakar trafiken från en helikopter. Han börjar ofta bråka med Kent Brockman under direktsändning av reportaget "Arnie Pie in the Sky". Skadades allvarligt i ett julavsnitt när han körde in i ett berg med helikoptern.
Amber Pigal-Simpson (Tress MacNeille) - Homer gifte sig med henne under ett besök i Las Vegas men lämnade Homer för Gunter och Ernst, återvände senare till Homer eftersom han aldrig tog ut skilsmässa och flyttade då in till Barts trädkoja efter att Marge kastat ut Homer, då hon fått reda på hans äktenskap med Amber. Homer försökte då få sitt äktenskap med Amber förklarat ogiltighet hos Constance Harm men misslyckades. Familjen Simpson lurade då Amber att gifte sig med Abraham och bestämde sig då för att lämna både Homer och Abraham. Dog senare av narkotikaöverdos.
Brunella Pommelhorst (Tress MacNeille) var Skolans gymnastiklärare under en längre period. Efter att hon genomgått ett könsbyte bytte hon namn till Mr. Pommelhorst och blev skolans nya slöjdlärare. Hon ersattes då av Mr. Krupt.
Herbert "Herb" Powell (Danny DeVito) är Homers halvbror och 39 år gammal. En gång köpte han en present till familjen Simpson och ville bli medlem i familjen men lyckades inte. Medverkade första gången i Oh Brother, Where Art Thou där Homer fick anställning på ett bilföretaget Powell Motors som han ägde. När Herb lät Homer designa en bil, ledde detta till att företaget gick i konkurs. Har sedan dess uppfunnit en maskin som gör att bebisars skrik översätts så att man förstår vad de menar. Herb blir stenrik av den uppfinningen och förlåter Homer för det han gjort.
Corporal Punishment är en stum återkommande rollfigur i Krusty the Clown Show där han spelar korpral. Han blev skådespelare då hans fötter var för platta för att han skulle bli en riktig korpral. Han brukar fördriva tiden med att peta sig i näsan. Hans uppgift är att skydda barn att komma i kontakt med Krusty om det inte ingår i manuset. Han gillar sockervadd, långa strandpromenader och vila men ogillar alla som minns vad han gillar. På fritiden brukar han spela kickboxning, styrkelyftning, tjurridning och samla på fjärilar. Han har även medverkat i "Bronco Buster" och jobbat som utkastare och madrasstestare.
Janey Hagstrom (Pamela Hayden, Jo Ann Harris, Tress MacNeille och Russi Taylor) - Den enda av Lisas klasskompisar som Lisa verkar umgås med. Har sovit över hos Simpsons vid några enstaka tillfällen. Hon är med i skolorkestern och steppdansar. Hennes efternamn har även angetts till Powell och Henderson. Hon äger hunden Pepper.
The Parson är en sjungande präst som spelar golf på fritiden. Han var rumskamrat med Tim Lovejoy på Texas Chiristian och är lika uppskattad som påven. Han är idag kongressordförande för diakonerna. Efter att Tim Lovejoy inte kunnat betala sin certifikatförnyelse träffades de igen för att reda ut vad som hänt. Kände Helen Lovejoy under namnet Harold Schwatzbaum.
Laura Powers (Sara Gilbert) - Ruths dotter, som flyttat hemifrån. Bart var tidigare förälskad i henne, men hon blev tillsammans med Jimbo Jones i stället.
Ruth Powers (Pamela Reed och Maggie Roswell) - Frånskild granne till Simpsons som flyttade till Springfield i avsnittet "New Kid on the Block". Har senare sett umgås med Marge vid ett flertal tillfällen.
Martha Prince - Martins mor som snattar hela tiden.
Martin Prince, Jr. (Russi Taylor) är tio år gammal och går i Barts klass, medverkade första gången i "Bart the Genius". Han har 216 i IQ och är ett blivande geni. Han ägde hunden Lazo-Tzu som blev förgiftad och hamnade i koma. Han är mobbad men får ändå hänga med Bart Simpson på dennes vilda upptåg. I skolan tävlar Martin med Lisa Simpson. Trots att han är mobbarnas favoritoffer, är det bara han som de tycker är modig jämfört med de andra offren. Trots det är han ändå vänlig och försöker bli vän med Nelson, mobbaren som slår honom mest. I få avsnitt visar det sig att Nelson inte vill vara så hård mot honom men inte heller vill visa sig svag inför de andra mobbarna. Martin är bästa kompis med Wendell. Martin ansåg sig vara populär i de tidigare säsongerna, men i ett senare avsnitt får han förklarat för sig att så är inte fallet. Han blev i andra säsongen elevrådsordförande innan rollen togs över av Lisa Simpson i femtonde säsongen.
Han dog nästan i avsnittet "Dial 'N' for Nerder" (säsong 19) som visades i USA den 9 mars 2008. Bart hade tagit Sideshow Mels ben, vilket slog ner Martin och han föll ner i en ravin. Han räddades dock av sina underkläder. Han medverkar i skolorkestern där han spelar luta eller triangel. Martin kan också spela piano. I framtiden kommer han råka ut för en olycka och gömma sig i en källare där han spelar orgel.
Martin Prince Sr. (Hank Azaria) - Martins far. Aktiehandlare.
Pyro (Hank Azaria) är smeknamnet för Chase som på helgerna medverkar i inspelningarna av American Gladiators. På vardagarna är han stuntman och dejtade Luann Van Houten efter att hon skilt sig.
J. Loren Pyror (Harry Shearer) medverkade första gången i Bart the Genius och psykiatriker på Springfield Elementary. Innan det framkom till att Bart fuskat sig till ett IQ på 216 hade han en bild på sitt kontot föreställande honom och Albert Einstein. Hans namn härstammar från ordet "Pries".
Frederick 'Freddy' Joey Quimby (Dan Castellaneta)
Freddy slutade skolan efter årskurs 4 och bor på "Quimby Compound", han har enligt Dr Hibbert den onda genen. Freddy har en gång varit åtalad för misshandel. Det har kommit fram till att är en sexualförbrytare. Han har ägt en fiskpinnefabrik innan Joe Quimby tog över produktionen. Är idag borgmästarens pressekreterare.
Joseph "Joe" O'Malley "Diamond" Fitzpatrick "The Edge" Fitzgerald Fitzhenry O'Donnell Quimby (spelad av Dan Castellaneta) är mångårig borgmästare i Springfield, medverkade första gången i "Bart Gets an F".   Mayor Joe Quimby
Borgmästare Quimby är en typisk parodi på överklassiga politiker; rösten är t.ex. en imitation av John F. Kennedy. Dessutom har han väldigt ofta förhållande med andra kvinnor än sin fru, som är väldigt medveten om att han är otrogen. Som en bifigur brukar han ses på exempelvis kärlekshotell. En gång sågs han till och med på ett sjukhus med en älskarinna som precis fött deras son. I ett annat avsnitt hade Quimby ett förhållande med en kvinna som senare visade sig vara hans syster. I avsnittet där Bart blir känd genom uttrycket "I didn't do it" (något alla tycker är jätteroligt) upptäcks Quimby i sängen av sin fru varpå han säger I didnt do it och alla tre (Quimby, frun och älskarinnan) börjar gapskratta. Han har varit analfabet och är skattefuskare och drogmissbrukare. Blev omvald sex perioder innan Sideshow Bob tillfälligt tog hand om rollen som borgmästare. I framtiden kommer han kalla sig "Mohammed Jafar" och köra taxi åt "Otto Cab Co".
- ”Ich bin ein Springfielder!”
- ”Vote Quimby!”

Martha Quimby (Maggie Roswell) - Borgmästare Quimbys hustru.
Sideshow Raheem (Michael Carrington) - Sideshow Bobs företrädare som Krustys assistent.
Francine Rhenquist (Kathy Griffin) är elev på Springfield Elementary där hon slår töntarna och de smarta. Lisa använde henne till ett experiment för att ta reda på vad som gör att mobbarna mobbar de som är töntar och de smarta. Experimentet lyckades och resulterade i vinst för Lisa i en vetenskapstävling.
Richard (Maggie Roswell och Jo Ann Harris) - En klasskompis till Bart. Han syns ofta i serien, men har sällan några repliker.
Luigi Risotto (Hank Azaria) - En stereotyp italiensk restaurangägare, som inte kan tala italienska, utan bara bruten engelska. Han är ofta ohövlig mot sina gäster, ofta när han tror att han befinner sig utom deras hörhåll och ibland i vanlig konversation. Scener från Luigis restaurang har ofta referenser till kända scener ur Disneys film "Lady och Lufsen". Lugi har en gång ställt upp i borgmästarvalet men fick inte de 5 % som behövdes. Han är också medlem i Hollywoods utländska pressklubb.
Gerald Samson är i Maggie Simpsons ålder och hennes ärkefiende. Han har sammanväxta ögonbryn. När Bart Simpson köper en collie, räddar den livet på Gerald. Han dyker först upp i avsnitt 5.09 - "Sweet Seymour Skinner's Baadasssss Song".
Munchie (George Carlin) och Seth (Martin Mull) är två hippisar som tillsammans driver firman Groovy Grove Juice Corporation och bor på Groovy Grove Natural Farm. De har varit goda vänner med Mona Simpson och hade umgänge med henne då hon bodde tillsammans med dem. De äger en Saturn som de köpte efter att de sålde sin minibuss den 31 december 1969. De är beroende av droger och tar narkotika.
Shauna är en tjej som är lättfotad. Hon dejtas av Jimbo, Dolph och Kearney. Hon tror att Jimbo är Kearney.
Sherri och Terri (Russi Taylor) är tvillingar som går i samma klass som Bart, de medverkade första gången i avsnittet "Homer's Odyssey". Sherri är kär i Bart och anses av Skinner vara viktigare än Terri, eftersom Terri inte får plats i skyddsrummet om det skulle utbryta ett kärnvapenkrig. Båda har lila hår och lila kläder. Deras far jobbar på Springfields kärnkraftverk och var chef till Homer innan han blev säkerhetsansvarig. De steppdansar på fritiden och är med i skolorkestern. Idag vet de om att de från början var siamesiska trillingar vid födseln och den tredje tvillingen adopterades bort och vet idag också om sanningen och vill hämnas för att de inte fick bo med sina andra syskon. I framtiden kommer de båda att få tvillingar med Nelson Muntz som lämnar dem för att köpa ett paket cigaretter.
Dave Shutton (Harry Shearer) är journalist på Springfield Shopper och har skrivit flera större reportage. Hans första var om fisken Blinky.
Mindy Simmons (Michelle Pfeiffer) - En före detta anställd som Homer nära på inledde en kärleksaffär med. Fick sparken på grund av alkoholbesvär men har senare setts arbeta på kärnkraftverket igen.
Dr. Simpson (Tress MacNeille) är chef för kirurgin på en invasivvårdsklink. Hon har gått på college och berättade för Lisa sanningen om Simpson-genen.
Llewellyn Sinclair (Jon Lovitz) är en regissör som en gång regisserade Linje Lusta där Marge Simpson medverkar. Han har fått en hjärtattack på alla sina äldre teateruppsättningar, totalt tre stycken.
Sheldon Skinner, (Harry Shearer) är en av medlemmarna i "Flying Hellfish" avled i en paradbåtolycka under Veterans Day, 1979. Sheldon är far till Seymour Skinner och exmake till Agnes Skinner. Sheldon jobbade som radiooperatör, och träffade Agnes under tiden han var hemma från Koreakriget.
Seymour Skinner, född Armin Tamzarian (Harry Shearer) är rektor på Springfields grundskola och tjänar 40.000 dollar per år. Medverkade första gången i "Simpsons Roasting on an Open Fire". Namnet Armin Tamzarian kommer från en person som Ken Keeler lärde känna då han flyttade till Los Angeles. Författaren Jon Vitti namngav honom efter psykologen B. F. Skinner. Han bor i en villa med sin mamma, Agnes Skinner som kallar henne för "Spanky". Dit Agnes son, Seymour, går dit går hon också. Nästan överallt han går är hon där. Bland annat när han och Edna skulle åka till Florida på en romantisk semester, följde Agnes. På semestern förlovade de sig. Skinner verkar dock inte ha något emot det. Deras förhållande är delvis inspirerat av det som Norman Bates från Alfred Hitchcocks film Psycho från 1960 har till sin mor. Agnes brukar inte tänka efter innan hon är otrevlig mot sin son, hon säger bara vad hon tycker, hon har en gång kallat honom "Spanky". Han också dejtat Patty Bouvier. Han lämnade en gång sitt jobb som rektor för att bo ihop med Calliope Juniper men lämnade henne och tog tillbaka sitt jobb efter tre månader. Seymour fick en gång bli assisterande vaktmästare då han förlorat sin rektortjänst. Seymour har också krigat i Vietnam, han skryter med det ofta. Efter kriget blev han skjuten i ryggen av sina trupp då han kollade på "Bob Hopes Show" och försökte ta på sig Joey Heatherton byxor. Han har dock påstått att hela hans pluton blev uppäten av en elefant. Återvände tillfälligt till armén då han en gång fick sparken och försökte göra disciplinerat förband av rekryterna på Fort Springfield. En i hans regemente hade en tröja med slogan från Mad Magazine på sig när han var i Mekongdeltat. Han gillade skämtet, men reglementet blev sårbara och han hamnade under tre år i ett fångläger där han åt en fiskgryta som han älskade. Han äger en Kia som han hyrköper av sin mamma. Han har även jobbat på företaget Snot Wheels. Skinner är allergisk mot jordnötter.
En dag kommer den "riktiga" Seymour hem, han var inte död utan hade varit försvunnen. Då berättar rektor Seymour att han tog hans plats för han kunde inte berätta för Agnes att hennes son hade dött. Seymour eller Armin Tamzarian som han hette var en riktig bad boy. Han tvingades in i armén. Men när Armin ger sig av och Seymour tar över skolan vill alla - inklusive Agnes - ha Armin tillbaka och sätter fast Seymour på ett tåg och allt blir som vanligt igen. Namnet Armin Tamzarian antyder att han har armeniskt ursprung. Seymour får hicka då han blir skärrad och är allergisk mot nötter. När karaktären skapades fanns det planer på att hans hår skulle vara en tupé. Han har varit rektor i 20 år.
Sophie (Drew Barrymore) är dotter till Krusty och Mia Farrow, hon spelar fiol som Krusty spelade bort till Fat Tony. Hon fick senare tillbaka fiolen, under tiden ägde hon en ukulele.
Roy Snyder (Harry Shearer) är en ordinarie domare i Springfield. Hans maskot är en clown. Han är baserad på Robert Bork. Han är även kallad för Moulton.
Listar nedan i vilket avsnitt Cletus och Brandine Spucklers barn gjorde sitt första framträdande.
Condoleezza Marie
Rubella Scabies
Brittany, Caitlin, Cassidy, Chloe, Cody, Dermot, Dylan, Heather, Hunter, Ian, Jordan, Kendall, Kyra, Lauren, Max, Morgan, Noah, Phil, Q-Bert, Rumor, Sascha, Scout, Taylor, Tiffany, Wesley och Zoe.
Birthday, Crystal Meth, Dubya, Incest, International Harvester, Whitney och Yokel Chords Jitney.
Mary och Stabbed in Jail.
Randy
Susie Normalhead. (Ett skämt då hennes huvud är stort som en mindre pumpa).
Brandine Spuckler (Tress MacNeille) - Cletus hustru, syster och mor och kusin. Hade gift sig fyra gånger då hon gifte sig med Cletus. När hon vann mattävlingen Ms Owenfresh började hon dejta James Caan. I själva verket vann hon för att alla tävlingsbidrag, förutom hennes, blev saboterade då sabotören trodde att hennes bidrag, bältdjur på väg, var sopor. När Marge erkände sig vara sabotören vann hon på walkover. Bland hennes andra rätter syns: Svin dränkt i hembränt med polkagrisar, buljong där hennes döttrar doppar levande opposums och vin som tillverkas i samma skål som hon dränker råttor.
Cletus Del Roy Spuckler (Hank Azaria) är en typisk inavlad bonnläpp, medverkade första gången i "Bart Gets an Elephant". Han pratar med en "lantig" dialekt, är gift med sin syster Brandine, och har 39 barn. Han jobbar som reporter för Outhouse Times Picayune. Vid deras bröllop (vigda av Homer Simpson) antyder Cletus att Brandine även är hans mor (hon säger "We're a lot of things, you know", vilket betyder "Vi är en hel del, Cletus och jag,"), vilket är okänt om det är sant. Efter att Cletus "skaffat" en ny lekstuga åt sina barn säger Brandine: "Cletus, you are the best husband and son I ever had". Har påstått att de gifte sig då Brandine var 13 år. Han går ofta klädd i ett vitt linne och har en orm tatuerad på vänster arm. Han har uppgett att han har sex med djur. Hans tumme blev en gång uppäten av en gris.
Samantha Stanky (Kimmy Robertson) - Flyttade till Springfield från Phoenix eftersom Springfield har en högre brottslighet eftersom hennes far äger ett försäkringsbolag. Hon tycker att luften i Springfield luktar konstigt och började på Springfield Elementary School. Blev kär i Milhouse och umgicks i smyg med honom i Bart Simpsons trädkoja. Då Samathas far fick reda på deras relation fick hon börja på Saint Sebastian's School for Wicked Girls. Har sjungit i "It's a Krusty Kinda Kristmas" och kan spela saxofon. Förnamenet kommer från författaren Wallace Wolodarsky dotter som heter samma.
Dolphin "Dolph" Starbeam (spelad av Tress MacNeille) är en översittare och hänger ihop med Jimbo Jones, Kearney och Nelson Muntz. Medverkade första gången i "The Telltale Head". Dolph har långt brunt hår som täcker ena ögat. Han är jude och har sommarjobbat på "Camp Krusty". Dolph har jobbat på företaget The Sole Provider och butiken Snot Wheels.
Dolph är döpt efter Matt Groenings klasskompis Dolph Timmerman. Men enligt Groening var Timmerman ingen översittare utan "en riktig cool kille".
Lucius Sweet (Paul Winfield) Lucius är Tatums manager och tidigare även åt Moe Szyslak. Han är en parodi på Don King.
Drederick Tatum (Hank Azaria) är en professionell boxare och parodi på Mike Tyson. Hamnade en gång i fängelset, "Springfield Penitentiary" efter att han puttat ner sin mamma ner för en trappa. an är mer intellektuell än vad han först ger intryck av. Han lärde sig boxas i Capital City efter att han satt fängslad för dråp i Springfield, blev sen världsmästare. En staty med honom finns nu i Springfield. Han är erkänd tungviktmästare i 9 av 14 organisationer. Han jobbar även som underhållare i Trump Brothel. Han har namngivits efter "Drederick Timmins", basketspelare i samma High School som George Meyer.
Allison Taylor (Winona Ryder och Pamela Hayden) - Allison är elev på Springfield Elementary och går idag i andra klass efter det hon blev förflyttad från första klass då hon kände sig uttråkad. Allison har steppdansat på "Little Vicki Valentine" och är med i skolorkestern där hon spelar saxofon. Hennes idol är Bleeding Gums Murphy och gillar också att bilda anagram.
Cecil Terwilliger (David Hyde Pierce) är Sideshow Bobs lillebror som försökte sätta dit honom för att spränga Springfields damm och komma undan med miljontals dollar. Hans dröm har alltid varit att få bli Krustys medhjälpare. Har även försökt hjälpa Sideshow Bob döda Bart Simpson men då planen misslyckades hamnade han i fängelse.
Tibor - Utländsk arbetare som alla skyller sina misstag på. Introducerad i säsong 4, avsnittet "Marge gets a job".
Shauna Tifton, alias April Flowers, alias Princess Kashmir (Maggie Roswell) - En vacker kvinna som ägnar sig åt exotisk dans. Dansade på Eugene Fisks svensexa på "Rusty Barnacle" där Bart fotograferade Homer då han dansade med henne. Då bilden spreds till Marge kastade hon ut Homer. Hon hatar oförskämda människor, och gillar sidenlakan och öppna brasor. Har även framträtt på "Florence of Arabia", "Foxy Boxing", "Girlesque", "La Maison Derriere.", "Moe's Tavern" "Mud City" och "Sapphire Lounge".
Dejtade Apu innan han gifte sig. Medverkar i TV-programmet " Springfield Squares". Medverkar i sången "We're Sending Our Love Down the Well" till förmån för "Timmy O'Toole", samt spelar bowling i laget "The Homewreckers".
Jebediah Obadiah Zachariah Jedediah Springfield, född Hans Sprungfeld, (spelad av Hank Azaria) är en rollfigur i den animerade tv-serien Simpsons. Jebediah Springfield var mannen som grundade Springfield. Han hyllas som en hjälte men var egentligen pirat samt ärkefiende till George Washington och försökte mörda honom 1781 i Trenton, New Jersey. De enda som känner till den hemligheten är Lisa, Homer och Hollis Hurlbut. Springfield har dödat en björn med bara sina händer. En stor staty är rest i Springfields centrum till Springfields ära. Springfield hade en tungprotes i silver vilket orsakade Lisas misstankar om att Springfield haft ett förflutet som pirat efter att en turk bet av hans tunga i ett barslagsmål. I ett avsnitt skär Bart av huvudet på statyn för att imponera på skolans mobbare. Det tilltaget slutar med att Bart får hela Springfield efter sig.
Det sägs att han träffade på en björn 1838 som han dödade med sina bara händer trots att forskarna misstänker att björnen dödade honom. Han hjälpte till att bygga de första sjukhuset och räddade livet på nybyggare under -s48. Hans valspråk är "A noble spirit embiggens the smallest man", som står skrivet på statyn av honom.
Johnny Tightlips (Hank Azaria) - Maffiamedlem som säger väldigt lite, till exempel när han blir tillfrågad om han såg den människa som sköt mot honom och andra maffiamedlemmar svarade han: "Jag ser många saker". Han härstammar från Jersey.
Kirk van Houten (Hank Azaria) är far till Milhouse van Houten och Luann van Houtens make. Framträdde första gången i "Bart's Friend Falls in Love". Han är en känslig ungkarl som inte har släppt taget av sin kärlek till Luann. Ett tag flyttar Homer till hans ungkarlslägenhet när Homer blivit osams med Marge. Han har bott på "Springfield Bachelor Apts" tillsammans med Apu. Han är också en av de få som äter en speciell slags popcorn som innehåller barntänder. Han har misstänkts "kidnappa" Bart som var tvungen att gömma sig hos Kirk. Han blev ihop med Luann igen efter att hon dumpade sin pojkvän men de levde som sambor och inte som gifta. Numera har de gift om sig.
När han skilde sig från Luann fick han sluta på kexfabriken, "Southern Cracker", där han jobbade för Luanns far och började jobba som assistent till en som sätter ut flygblad på bilar. Han började senare jobba som en levande fågelskrämma. Han är medlem i AA.
Luann van Houten (Maggie Roswell, 1991-1999, 2002- och Marcia Mitzman Gaven, 1999-2002) är mor till Milhouse van Houten. Medverkade första gången i "Homer Defined".
Luann föddes i Springfields grannstad Shelbyville, i en italiensk familj. Som ung lärde hon känna Marge under ett sommarläger. Senare träffade hon Kirk van Houten och flyttade till Springfield där hon gifte sig med honom.
Luann är mor till Milhouse, och som sådan omtänksam och uppmuntrande. På fritiden deltar hon i Springfields frivilliga brandkår.
Luann lämnade sin man under ett parti Pictionary, och inledde så småningom ett förhållande med gladiatorn Pyro – ett förhållande som tog slut när hon var otrogen med Pyros bäste vän Gyro. Har även umgåtts med Otto Mann som var Milhouse favorit. Hon fick en gång ett nytt jobb i Capital City och tog då med sig Milhouse innan de flyttade tillbaka.
Sedan dess har hon och Kirk gått tillbaka till varandra, och även gift sig.
Milhouse Mussolini van Houten (Pamela Hayden) är son till Kirk och Luann van Houten, som varit skilda men sedan gift om sig. Han medverkade första gången i episoden "Simpsons Roasting on an Open Fire". van Houten spelar flöjt och trumpet i skolbandet. Han hade svart hår i början av första säsongen men har sedan dess alltid haft blått hår. När han under en kort period bodde i Capital City hade han blont hår. Han är inte särskilt populär och bär typiskt nördiga drag såsom starka glasögon. Utan dem har han mycket svårt att se. Han är bästa kompis med den betydligt populärare Bart Simpson och är kär i dennes syster Lisa Simpson. Hon skulle också bli kär i honom i säsong 17 när han lärde henne italienska, men känslorna försvann då hon fick reda på att han hade ett förhållande med en annan. Han tillbringar två veckor varje sommar i Toscana med sin mormor. Milhouse är allergisk mot honung, vete, laktos, icke-laktosmat och sina egna tårar.
I tonåren, då Milhouse förvandlades från nörd till ett muskelberg, skulle Lisa bli kär i honom igen men dumpa honom senare. Det skulle knäcka Milhouse hårt och han blev vandal ett tag. När Lisa skulle bli USA:s president skulle Milhouse bli hennes ekonomiminister men då liknade han mer Homer när det gäller kroppsbyggnaden. Milhouse har italienskt, holländskt, danskt samt grekiskt ursprung. I ett avsnitt i säsong 19 försvinner Kirk och Luann på sin smekmånad efter att de gift om sig. Hans självständighet gjorde att han plötsligt blev tuffare än Bart. Han har medverkat i pojkbandet "Party Posse" och jobbat som tidningsbud.
Han har varit ihop med Greta Wolfcastle men hon bröt upp förhållandet då han inte var tillräckligt maskulin och Milhouse tvingades då att ge bort hälften av sina ägodelar. Han har också varit kär i Quenley Woosterfield. I framtiden kommer han vara ihop med Lisa från 15 års ålder till slutet av High School, men då Bart upptäcker hur hennes framtid skulle se ut om hon levde med Milhouse fick han henne att bryta förhållandet. Milhouse kommer senare jobba som assistent åt Lisa när hon är president, och som chef till Homer. Han kommer även senare gifta sig med Lisa och tillsammans får de barnet Zia.
Patches och Poor Violet (Pamela Hayden respektive Tress MacNeille)- Två föräldralösa och uppenbarligen hemlösa barn i Bart och Lisas ålder.
Alex Whitney (Lisa Kudrow) är en tjej på Springfield Elementary sedan avsnitt Lard of the Dance där hon medverkade första gången. Trots sin unga ålder är hon populär bland de andra tjejerna eftersom hon äger en mobiltelefon, plånbok, kreditkort och gillar att dejta. Hon sminkar sig och använder parfym. Hon har även gjort hål i öronen på sina bästa vänner och givit dem örhängen. På fritiden brukar hon shoppa i modebutiker och dricka iste. Hennes favoritnamn är Lisa och hon har en gång fått Lisa Simpson att ersätta skolans årliga äppelplockning med en danskväll. Förnamnet Alex valdes av Ron Hauge och efternamnet av Jane O'Briens bästa vän när hon var barn, Whitney Fale.
Sanjay Nahasapeemapetilon (röst av Harry Shearer) är en rollfigur i den animerade tv-serien Simpsons. Sanjay Nahasapeemapetilon är anställd på Kwik-E-Mart av sin bror Apu. Han har en dotter och en son. I ett avsnitt blir hans dotter "Little Miss Springfield". Han är ungkarl och syns oftast som vikarie för Apu.
Mr. Winfield (Dan Castellaneta) och Sylvia Winfield (Tracey Ullman, Maggie Roswell) var granne till familjen Simpson innan de flyttade till Florida.
Greta Wolfcastle (Reese Witherspoon) är elev på Springfield Preparatory School och dotter till Rainier Wolfcastle. Gerta blev kär i Bart då han räddade hennes väska från skolans mobbare. Bart blev aldrig kär i henne och då han insåg att hon var kär i honom bröt han upp från henne. Greta blev istället ihop med Milhouse, vilket fick Bart att bli avundsjuk. Greta och Milhouse följde med sin far till Toronto för att försöka förbättra sin relation. Bart följde efter och Greta bröt med Milhouse och lovade sig själv att inte dejta på minst fyra år då Milhouse inte var tillräckligt maskulin. Hon fick då hälften av hans ägodelar. Hon sågs senare köpa glass tillsammans med sin far av Homer.
Polischef Clancy Wiggum (Hank Azaria) är 40 år och staden Springfields polischef och gift med Sarah Wiggum. Rösten baseras idag på Sylvester Stallone, men i början på Edgar G. Robinson, och David Brinkley. Hans tröjstorlek är "XXXXXXXL".
Clancy Wiggum är en tjock och inkompetent man som helst inte jobbar för hårt. Han tar gärna emot mutor. På hans polisbricka står det att han endast tar emot mutor i kontanter.Han blev en gång befordrad till polismästare. Eddie och Lou är hans polisassistenter. Wiggum är far till Lisas klasskamrat Ralph Wiggum, som är minst sagt korkad. Det är svårt att avgöra vilken relation Clancy Wiggum har till familjen Simpson. Ibland tycks de känna varandra väl (Marge Simpson har varit polis) men oftast talar han till dem som om de aldrig träffat varandra. Dock måste han känna Homer någorlunda, då han under en tid sjöng i samma band som han - The Be Sharps. Med i bandet var också Seymour Skinner, Apu Nahasapeemapetilon samt Barney Gumble. Den senare var Wiggums ersättare i bandet. Clancy Wiggums röst är en imitation av Edward G. Robinson. Han gillar att gå omkring och patrullera i strumpbyxor med gördel. När Clancy var 24 år blev han antagen till polishögskolan, innan dess jobbade han på Springfield High School som korridorvakt
Han har en ganska ansträngd relation till sin överordnade, borgmästare Quimby. Detta beror på att de båda vill ha makt i staden. Wiggum påstår att han har nakenbilder på Quimby, vilket kan förklara varför Wiggum fortfarande har kvar sitt jobb, trots sin inkompetens. Clancy fick jobbet första gången då någon sade att han skulle ge brickan till den första han såg och det visade sig vara Clancy. I en dokumentär har det dock hävdats att borgmästaren gav honom uppdraget vid 32 års ålder för att han skulle kunna bli masserad med Clancys pistolkolv varje dag. Han medverkade första gången i Homer's Odyssey. Han började sin poliskarriär som skolvakt på "Germ Warfare Laboratory" och hade då kraftig astma som Mona Simpson botade.
- Scum, freezebag!
- Bake 'em away, toys!
- I hope this has taught you kids a lesson: kids never learn.
- Bart Simpson: Good morning, world! Eat my shorts! 
Chief Wiggum: There will be no shorts eaten today, young man!

Sarah Wiggum, född Sarah Kenicky (Pamela Hayden) är gift med Clancy Wiggum och med honom har hon sonen Ralph. Till utseendet är hon påfallande lik sin make. Clancy tycker att hon ser "hästaktig" ut.
Larry & Sam (båda spelade av Dan Castellaneta) är två bifigurer i den animerade TV-serien Simpsons. Larry & Sam är två alkoholister som oftast håller till på Moes bar. De spelar en väldigt liten roll, och har inget eget avsnitt.
The Yes-Guy eller Frank Nelson-Type (Dan Castellaneta) - En excentrisk man som talar på ett mycket märkligt sätt, och ofta inleder sina meningar med ett stigande "Yeeeeeeessss". När Homer i ett avsnitt frågar honom varför han talar som han gör får han svaret "Jag har haft en stroooooooke". Han har setts inneha ett flertal yrken, bland andra servitör, glassförsäljare och avrättare i Springfields fängelse. Även som personal i Costington's. Hans namn har inte nämnts och Homer kallar honom "that jerk that goes 'Yeeeeesss'" (den där fjanten som säger 'Yeeeeeesss').
Artie Ziff (Jon Lovitz och Dan Castellaneta) - Gick samtidigt som Marge Bouvier på Springfield High School, där de tillsammans medverkade i "Debate Team". Artie blev förälskad i henne. Han var Marges kavaljer under skolbalen där han kröntes till "balens kung". Efter skolbalen tafsade han på Marge som lämnade honom då han fortsatte, fast hon uppmanade honom att sluta.
Tjugo år senare var han USA:s femte rikaste människa då han tillverkat en maskin som gör om modemljud till easy listening-musik, med sångtext som tillval. Då Patty och Selma skickade ett snuskigt e-postmeddelande till Artie i Marges namn sökte han upp henne. Då han får reda på att Marge är gift med Homer erbjuder han honom en miljon dollar för att få tillbringa en helg ensam med Marge. Under helgen anordnar Artie en ny skolbal där han återigen försöker tafsa på Marge som lämnar honom. Homer upptäcker tafsandet, missuppfattar situationen och lämnar Marge. Då Marge får reda på vad Homer gjort lyckas hon övertala Artie att få dem att återförenas igen med hjälp av hans helikopter.
Hans företag "Ziff Corp" går i konkurs och hans inkassobilar inkasseras. Han bestämmer sig för att gömma sig på vinden hemma hos familjen Simpsons på 742 Evergreen Terrace där han levde på fukten som han sög från träbalkarna från SCI som söker honom för finansbedrägeri, då Artie hade använt aktiepengar till guldkalsonger och tandborstar av marmor. Då familjen Simpsons upptäcker att Artie bor hos dem låter de honom stanna. Under en pokerkväll lurar han Homer att ta över 98 % (230 miljoner aktier) av hans ägande i "Ziff Corp". Homer hamnar i fängelse och Marge kastar ut Artie och går till Moe's Tavern där han träffar på Patty och Selma. Han börjar gå ut med Selma som älskar honom för att han fick Homer i fängelse. Han bestämmer sig för att göra rätt för sig då han insett att han är självisk och hamnar i fängelset och Homer släpps. I fängelset blir han nerslagen och allvarlig skadad då han släcker fängelsekamraternas cigaretter med vatten och blir cellkamrat med Snake. Namnet kommer från någon som Sam Simon kände och han är baserad på David Silvermans gamla klasskompis Mark Eisenhower från John F. Kennedy High School. Karaktären designades av Dan Castellenta.
Kearney Zycanowski (Nancy Cartwright) är en översittare och hänger ihop med Jimbo Jones, Dolph Starbeam och Nelson Muntz, medverkade första gången i The Telltale Head. Kearney har en son och det är okänt vem som är modern. Det har även funnits två pojkar som påminner mycket om honom på ett ungdomsfängelse och på en lekplats. Dessutom är han frånskild. Kearney har snaggat hår, kan köra bil och är medlem i kyrkorådet. Han har sommarjobbat på "Camp Krusty". Kearney gillar att mobba skolans duktigaste elev Martin Prince. I ett avsnitt refereras Kearnys ålder till att han upplevt USA:s 200-årsjubileum (1976). Kearney gick i trean tillsammans med skolbusschauffören Otto Mann och när Otto frågar varför han fortfarande går i skolan säger Kearney att den dumma skolan inte kan lära honom något. Det gör att hans ålder troligen kan vara 26, men eftersom Otto fick gå om fyran två gånger kan hans ålder vara 24. Han har dock fått använda falskt ID då han köper alkohol. Han äger en Hyundai. Kearney har jobbat på företaget The Sole Provider och butiken Snot Wheels.
Kearney framträdde första gången i episoden The Telltale Head när han, Jimbo och Dolph låter Bart Simpson vara med på deras olagligheter. I Portland, Oregon finns en gata vid namn "Kearney Street". Här växte Matt Groening upp. I framtiden kommer Kearney jobba som biträdande rektor på skolan och säkerhetsvakt åt President Lisa.
Üter Zörker (Russi Taylor) är elev på Springfield Elementary School och tysk utbytesstudent från Bayern. Han framställs som rundlagd, med kort ljust hår och lederhosen, och han älskar choklad och annat godis. Han tycker om att leka med bollar och hans föräldrar är stränga. Han medverkade första gången i "Treehouse of Horror IV". Han spelar dragspel och fiol. I den tyska dubbade versionen talar han schweizertyska.
1. ↑  Jean, Al. The Simpsons season 3 DVD commentary for the episode "Homer Defined". [DVD]. 20th Century Fox
2. ↑   The Simpsons season 10 DVD commentary for the episode "Lisa Gets an "A". [DVD]. 20th Century Fox
3. 1 2 3 4 5  Groening, Matt (2006). The Krusty Book. Harper. ISBN 978-0-06-074822-7
4. ↑  O'Brien, Conan (2004). Commentary for "Homer Goes to College", in The Simpsons: The Complete Fifth Season [DVD]. 20th Century Fox.
5. ↑  Reardon, Jim (2004). Commentary for "Homer Goes to College", in The Simpsons: The Complete Fifth Season [DVD]. 20th Century Fox.
6. ↑  Kirkland, Mark. (2002). Commentary for "Bart Gets Hit by a Car", in The Simpsons: The Complete Second Season [DVD]. 20th Century Fox.
7. ↑  Reiss, Mike. (2002). Commentary for "Bart Gets Hit by a Car", in The Simpsons: The Complete Second Season [DVD]. 20th Century Fox.
8. ↑  Reardon, Jim (2005). Commentary for "Bart the Fink", in The Simpsons: The Complete Seventh Season [DVD]. 20th Century Fox.
9. 1 2  Matt Groening, Mike Scully, David X. Cohen, George Meyer, Yeardley Smith, Pete Michels. The Simpsons season 9 DVD commentary for the episode "Lisa the Skeptic". [DVD]. 20th Century Fox
10. ↑  Castellaneta, Dan. (2003). The Simpsons season 3 DVD commentary for the episode "Homer at the Bat". [DVD]. 20th Century Fox.
11. ↑  Blood Feud
12. ↑  (2006). The Simpsons season 8 DVD commentary for the episode "Hurricane Neddy". [DVD]. 20th Century Fox.
13. ↑  Wolodarsky, Wallace. The Simpsons season 2 DVD commentary for the episode "Bart the Daredevil". [DVD]. 20th Century Fox
14. ↑  The Simpsons season 2 DVD commentary for the episode "Oh Brother, Where Art Thou?". [DVD]. 20th Century Fox.
15. ↑  DVD-kommentar för Boy-Scoutz N the Hood
16. 1 2  The Simpsons season 3 DVD commentary for the episode "Separate Vocations". [DVD]. 20th Century Fox
17. ↑  msn.com: "Simpsons"-skådespelare död Arkiverad 9 november 2013 hämtat från the Wayback Machine. Läst 8 november 2013
18. ↑  SvD.se: Marcia Wallace hyllas i "Simpsons" Läst 8 november
19. ↑  DVD-kommentar för Little Girl in the Big Ten
20. ↑  Kirkland, Mark. The Simpsons season 3 DVD commentary for the episode "Colonel Homer". [DVD]. 20th Century Fox
21. ↑  "Colonel Homer Pop-Up" special feature, in The Simpsons: The Complete Third Season [DVD]. 20th Century Fox. 2003.
22. ↑  Reiss, Mike. The Simpsons season 2 DVD commentary for the episode "Principal Charming". [DVD]. 20th Century Fox
23. ↑  Weinstein, Josh (2006). Commentary for "The Itchy & Scratchy & Poochie Show", in The Simpsons: The Complete Eighth Season [DVD]. 20th Century Fox.
24. 1 2  Selman, Matt (2007). Commentary for "They Saved Lisa's Brain", in The Simpsons: The Complete Tenth Season [DVD]. 20th Century Fox.
25. ↑  ”Breaking News - Sue Naegle Joins HBO as President, HBO Entertainment, Overseeing All Series Programming and Specials”. Thefutoncritic.com. http://www.thefutoncritic.com/news.aspx?id=20080409hbo01. Läst 2 januari 2009.
26. ↑   The Simpsons season 7 DVD commentary for the episode "Much Apu About Nothing". [DVD]. 20th Century Fox
27. ↑  The Simpsons season 3 DVD commentary for the episode "Separate Vocations". [DVD]. 20th Century Fox.
28. ↑  Ken Keeler. (2006). Commentary for "The Principal and the Pauper", in The Simpsons: The Complete Ninth Season [DVD]. 20th Century Fox, 13:29–13:54.
29. ↑  Reiss, Mike. (2002). Commentary for "Principal Charming", in The Simpsons: The Complete Second Season [DVD]. 20th Century Fox.
30. ↑  Wolodarsky, Wallace. The Simpsons season 3 DVD commentary for the episode "Bart's Friend Falls in Love". [DVD]. 20th Century Fox
31. ↑  Cohen, David X.. The Simpsons season 8 DVD commentary for the episode "The Homer They Fall". [DVD]. 20th Century Fox
32. 1 2  Meyer, George. The Simpsons season 8 DVD commentary for the episode "The Homer They Fall". [DVD]. 20th Century Fox
33. 1 2  Groening, Matt (2010). Simpson World - The Ultimate Episode Giode. Harper. ISBN 978-0061711282
34. ↑  O'Brien, Jane. The Simpsons season 10 DVD commentary for the episode "Lard of the Dance". [DVD]. 20th Century Fox
35. ↑  Hauge, Ron. The Simpsons season 10 DVD commentary for the episode "Lard of the Dance". [DVD]. 20th Century Fox
36. ↑  Azaria, Hank. The Simpsons season 5 DVD commentary for the episode "Homer's Barbershop Quartet". [DVD]. 20th Century Fox
37. ↑  Hank Azaria. The Simpsons season 8 DVD commentary for the episode "Homer's Enemy". [DVD]. 20th Century Fox
38. ↑  (2002). The Simpsons season 2 DVD commentary for the episode "The Way We Was". [DVD]. 20th Century Fox.
39. ↑  (2010). The Simpsons season 13 DVD commentary for the episode "Half-Decent Proposal". [DVD]. 20th Century Fox.

- Lista över rollfigurer i Simpsons
- Lista över engångsfigurer i Simpsons